# 阿图尔·沃伊达特
阿图尔·沃伊达特（波蘭語：Artur Wojdat，1968年5月20日—），波兰男子游泳运动员。他曾代表波兰参加1988年和1992年夏季奥林匹克运动会游泳比赛，其中1988年奥运会获得一枚铜牌。